# Тюрін Олександр Володимирович
Олександр Володимирович Тюрін (нар. 20 січня 1962, Одеса) — російський письменник, що працює в жанрах фантастики і науково-популярної літератури. Член Союзу російських письменників.

## Життєпис
1967 року переїхав до Ленінграда. 1983 року закінчив Ленінградське вище інженерно-морське училище. Працював у системі морського флоту.
Від 1985 року — учасник семінару молодих фантастів під керівництвом Бориса Стругацького.
Від 1996 до 2022 року жив у Німеччині, від 2022 року живе в Санкт-Петербурзі.

## Творчість
Дебютував у фантастиці повістю «Клітка для буйних» (рос. Клетка для буйных; 1988, у співавторстві з Олександром Щеголевим). Його повість «Мережа» (рос. Сеть; також разом із Щоголєвим) і роман «Кам'яна доба» (рос. Каменный век), написані в 1989—1990 роках і видані 1992 року, стали першими творами в історії російського кіберпанку.
У текстах Тюріна кінця 1980-х і першої половини 1990-х років читач зустрічається зі складними концепціями взаємодії людини та комп'ютерної мережі, з машинно-людськими інтерфейсами, органічними та неорганічними кіберімплантатами, з цифровими «двійниками» реальних об'єктів, зі втручанням комп'ютерних систем у державне управління, з «цифровим життям».
Лауреат, спільно з Олександром Щеголевим, премії «Старт» за збірку повістей «Клітка для буйних».
У другій половині 1990-х у твори Тюріна проникає дедалі більше елементів нанопанку. Роман «Чи бояться комп'ютери пекельного полум'я?» (рос. Боятся ли компьютеры адского пламени?; 1998), оповідання «Кіберозойська ера» і «Доля Кощія в кіберозойську еру» (рос. Киберозойская эра, Судьба Кощея в киберозойскую эру; 2003), повість «Вітчизняна війна 2012 року» (рос. Отечественная война 2012 года; 2004), роман «Людина технозойської ери» (рос. Человек технозойской эры; 2006), повість «Генерал Зима» присвячені психологічним та іншим аспектам застосування нанотехнологій. В останніх творах Тюріна саморозвивальні нанотехнології створюють свого роду техносферу, яка заміняє й витісняє природу.
2010 року став лауреатом міжнародної літературної премії «Бронзовий Ікар» у номінації «За загальний внесок у відродження, розвиток та пропаганду традиційної науково-фантастичної літератури».
Тюрін написав також кілька науково-популярних праць у галузі футурології та історії, серед них книги «Правда про Миколу I. Оббреханий імператор» (рос. Правда о Николае I. Оболганный император; 2010) та «Росіяни — успішний народ. Як приростала російська земля» (рос. Русские — успешный народ. Как прирастала русская земля; 2012), про російську землеробську колонізацію. У працях на історичні теми розвиток Росії розглядає як взаємодію великої соціальної системи з важким зовнішнім середовищем — з використанням концепції географічного детермінізму та підходу, що називається «історичною механікою».

## Особисті погляди

### Позиція щодо України
У своїх працях висловлює антиукраїнські погляди, вважаючи українство формою русофобії:
|  | Українство – це найпримітивніша форма русофобії та ненависті до Росії. Її незмінним емоційним атрибутом є задоволення від безпосереднього знищення всього, що належить до російської держави-цивілізації, культури, моралі, традиції, історичної пам'яті, пам'ятників. Найвище задоволення українству приносить фізичне знищення людей, які зберігають російську ідентичність. З релігійного погляду - це бісівщина чистої води. З медичної – форма садизму.Оригінальний текст (рос.) Украинство – это наиболее примитивная форма русофобии и ненависти к России. Ее неизменным эмоциональным атрибутом является получение удовольствия от непосредственного уничтожения всего, что относится к русскому государству-цивилизации, культуры, морали, традиции, исторической памяти, памятников. Наивысшее удовольствие украинству доставляет физическое уничтожение людей, сохраняющих русскую идентичность. С религиозной точки зрения - это бесовщина чистой воды. С медицинской – форма садизма. |